# Najlla Habibyar
Najlla Habibyar (Afeganistão) é uma empreendedora afegã, ativista pelo empoderamento das mulheres e na luta contra a mudança climática. Tem trabalhado no Banco Mundial, no governo da República Islâmica de Afeganistão e fundado várias empresas.

## Biografia
No governo de Ashraf Ghani, o último presidente da República Islâmica do Afeganistão, Najlla Habibyar era uma das mulheres mais graduadas. Ela criou seis táxis dirigidos por mulheres para passageiras que precisavam de transporte em Cabul. Ela fundou a empresa Blue Treasure Inc e Ark Group para facilitar a venda de seus produtos das mulheres afegãs no exterior sem passar por intermediários. Ela também trabalhou para facilitar a educação de meninas e fundou a Afghan Veracity Care for Unsheltered Families para ajudar famílias afegãs.
Apesar das misérias que vivenciei como mulher afegã, espero poder contribuir para que a próxima geração não receba o legado da guerra.
Najlla Habibyar
Devido às ameaças que recebeu, Najlla renunciou a seu cargo no governo e fugiu do país para exiliar-se nos Estados Unidos. Ali converteu-se em chefe do Centro de Exportação de Tapetes de Cabul, uma iniciativa patrocinada pela Agência dos Estados Unidos para o Desenvolvimento Internacional (USAID). Um ano mais tarde, voltou a colaborar na construção de um novo Afeganistão. Quando os talibãs recuperaram o controle de Cabul, ela teve que exiliar-se de novo e, desta vez, abandonada pelos Estados Unidos, foi ajudada a sair de Afeganistão graças à Digital Dunkirk, uma organização formada por ex-militares voluntários, que criaram uma linha férrea subterrânea que transladava as pessoas evacuadas de um lugar para o outro.
Desde 2021, Najlla Habibyar encontra-se junto a outros membros de sua família, na Cidade Humanitária dos Emirados Árabes Unidos, um campo de refugiados em Abu Dhabi, nos Emirados Árabes Unidos.[carece de fontes?]

## Prêmios
- Em 2021, foi premiada pela BBC como uma das 100 mulheres mais inspiradoras do mundo.[1][7]